# Euphorbia pediculifera
Euphorbia pediculifera är en törelväxtart som beskrevs av Georg George Engelmann. Euphorbia pediculifera ingår i släktet törlar, och familjen törelväxter. Inga underarter finns listade i Catalogue of Life.